# The Open Championship
The Open Championship (ofte omtalt som The Open eller British Open), er den ældste af de fire major-turneringer i professionel golf. Det er den eneste "major", som spilles uden for USA, og den administreres af The Royal and Ancient Golf Club of St Andrews, som er golfsportens styrende organ uden for USA og Mexico. The Open Championship bliver spillet i ugen indeholdende den tredje fredag i juli, og afvikles dermed som den tredje major-turnering hvert år, efter The Masters Tournament og US Open, men før PGA Championship.
Mesterskabet bliver skiftevis spillet på en af ti udvalgte linksbaner i Skotland, England og Nordirland. I 2011 havde The Open en præmiesum på £ 5,0 millioner, med £ 900.000 i førstepræmie – en stigning på £ 150.000 over de sidste tre år. Historisk set har The Open's præmiesum været mindst blandt de fire major-turneringer, men i perioden fra 2002 til 2008 var The Open's præmiesum størst. 
Mesterskabet består af en 72 hullers slagspilsturnering med et cut efter de første 36 huller, der indskrænker feltet til de 70 bedst placerede spillere (samt spillere med samme score som nr. 70). Som den eneste af de fire major-turneringer opererer The Open Championship med et omspilsformat med fire huller, hvis førstepladsen er delt efter 72 huller. Dette omspil fortsætter imidlertid som sudden death-omspil, hvis førstepladsen fortsat er delt efter fire huller.
The Open Championship har officielt været en begivenhed på PGA Tour siden 1995, hvilket betyder at præmiepenge vundet af PGA Tour-medlemmer bliver talt med på tourens pengeliste. Derudover er alle sejre i The Open Championship før 1995 med tilbagevirkende kraft blevet klassificeret som PGA Tour-sejre. PGA European Tour har anerkendt The Open som en officiel begivenhed siden den første officielle sæson i 1972, og den er også officielt en del af Japan Golf Tour.
I Storbritannien er turneringen bedst kendt under sit officielle navn, The Open Championship. Turneringens website anvender kun dette navn, mens øvrige britiske medier generelt refererer til the Open. Uden for Storbritannien kaldes turneringen ofte British Open, delvist for at skelne den fra det andet åbne mesterskab af de fire major-turneringer, US Open, og delvist fordi andre nationer med lignende "åbne" turneringer refererer til deres egen turnering som "the Open". PGA Tour og mange amerikanske medier kalder ligeledes turneringen "British Open", men ESPN, som har de amerikanske tv-rettigheder til begivenheden, er begyndt at omtale den som The Open Championship.

## Historie
The Open Championship blev første gang spillet den 17. oktober 1860 i Prestwick Golf Club in Ayrshire, Skotland. Den første turnering var udelukkende forbeholdt professionalle og tiltrak et felt bestående af otte skotske golfspillere, som spillede tre runder på Prestwick's 12-hullersbane på én dag. Willie Park Senior vandt med en score på 174 slag, og slog dermed favoritten, Old Tom Morris, med to slag. Det følgende år blev turneringen også åbnet for amatører, og otte amatører gjorde de ti professionalle deltagere selskab. 
Oprindeligt var sejrstrofæet The Challenge Belt, et rødt læderbælte med et sølvspænde. Der var ingen præmiepenge i de første tre mesterskaber. I 1863 blev der indført en præmiesum på £ 10, som blev delt mellem den næst-, tredje- og fjerdebedst placerede professionelle spiller, mens mesteren fik lov at beholde bæltet i et år. Året efter vandt Old Tom Morris den første pengepræmie til en vinder: £ 6. "The Challenge Belt" udgik som præmie i 1870, da Young Tom Morris vandt bæltet til ejendom efter at have vundet turneringen tre gange i træk. På grund af manglen på en ny præmie blev turneringen aflyst i 1871. Da Young Tom Morris i 1872 vandt igen, dvs. for fjerde gang i træk (hvilket fortsat aldrig er overgået), modtog han en medalje som præmie. Det nuværende trofæ, The Golf Champion Trophy, bedre kendt som The Claret Jug, blev herefter indført og er overrakt til alle mestre siden 1873.
Prestwick Golf Club administrerede afholdelsen af The Open fra 1860 til 1870. I 1871 indgik klubben en aftale med The Royal and Ancient Golf Club of St Andrews og The Honourable Company of Edinburgh Golfers om sammen at arrangere turneringen. I 1892 blev begivenheden fordoblet i længede fra 36 til 72 huller, fire runder på en 18-hullersbane. Samme år nåede den samlede præmiesum op på £ 100. The Open i 1894 var den første udgave, der blev spillet uden for Skotland – på Royal St George's Golf Club i England. På grund af det stigende antal deltagere blev cuttet efter to runder indført i 1898. I 1920 blev det fulde ansvar for The Open Championship overdraget til The Royal & Ancient Golf Club.
De tidligste vindere var alle professionelle skotske spillere, som arbejdede som greenkeepere, køllemagere og caddier for at supplere deres beskedne præmiepenge fra mesterskaber og udfordringsmatcher. The Open har altid været domineret af professionelle – kun seks gange har en amatør vundet turneringen, alle gange i perioden 1890-1930. Den sidste af disse var Bobby Jones' tredje Open-titel og en del af hans Grand Slam. Jones var en ud af seks amerikanere, der vandt The Open i mellemkrigsårene, hvoraf den første var Walter Hagen i 1922. Disse seks amerikanere samt den franske vinder af The Open i 1907, Arnaud Massy, var de eneste syv mestre indtil 1939, som ikke kom fra Skotland eller England.
Den første vinder efter anden verdenskrig var amerikaneren Sam Snead i 1946. I 1947 sejrede Fred Daly fra Nordirland. Blandt mange engelske og skotske vindere var Daly den eneste irske vinder indtil 2007, hvor Pádraig Harrington vandt. Og der har aldrig været en walisisk mester. I perioden efter anden verdenskrig blev The Open domineret af spillere fra Commonwealth, hvor sydafrikaneren Bobby Locke og australieren Peter Thomson tilsammen vandt Claret Jug i ni af de 11 mesterskaber fra 1948 til 1958. I denne periode var The Open placeret samtidig med match play-turneringen PGA Championship, hvilket betød at den tids bedste amerikanske spiller, Ben Hogan, kun deltog i The Open én gang: i 1953 i Carnoustie – en turnering han vandt.
En anden sydafrikaner, Gary Player, blev mester i 1959. Det var begyndelsen på "Big Three"-æraen i professionel golf, hvor der med "de tre store" henvises til Player, Arnold Palmer og Jack Nicklaus. Palmer deltog for første gang i 1960, hvor han blev nr. 2 efter den ukendte australier Kel Nagle, men han vandt de efterfølgende to år. Han var langt fra den første amerikanske mester, men han var den første, som mange amerikanere så vinde turneringen i tv, og hans karismatiske succes tilskrives ofte æren for at flere førende amerikanske golfspillere begyndte at gøre The Open Championship til en integreret det af deres turneringsprogram. Forbedringerne i transatlantisk rejse øgede også den amerikanske deltagelse. 
Nicklaus' tre sejre kom i 1966, 1970 og 1978. Samlingen på tre sejre er ikke umiddelbart særlig bemærkelsesværdig, og han vandt da også alle de tre andre major-turneringer flere gange end denne, men det giver egentlig ikke et retvisende billede af hvor dominerende han var i The Open i 1960'erne og 1970'erne. Han sluttede blandt de fem bedste 16 gange, hvilket er en rekord for The Open, som han deler med John Henry Taylor, og siden anden verdenskrig har ingen andre været i nærheden af denne rekord. Dette inkluderer bl.a. syv andenpladser, hvilket ligeledes er rekord. Nicklaus er endvidere indehaver af rekorderne for flest runder under par (61) og flest turneringer under par (14). På Turnberry i 1977 var han medvirkende til en af de mest bemærkelsesværdige dyster i golfhistorien, da hans duel med Tom Watson først blev afgjort på det sidste slag, inden Watson endte som mester for anden gang med en rekordlav score på 268 slag (12 under par).
Tom Watson vandt The Open fem gange, dvs. oftere end nogen anden siden 1950'erne, men hans sidste sejr i 1983 betød samtidig enden på den amerikanske dominans. De næste 11 år var der kun én amerikansk vinder – resten kom fra Europa eller Commonwealth. De europæiske vindere i denne æra, spanieren Seve Ballesteros, skotten Sandy Lyle (som blev den første skotske vinder i mere end et halvt århundrede) og englænderen Nick Faldo, lyste også op i den gruppe spillere, som begyndte at give amerikanerne alvorlig modstand i Ryder Cup i denne periode.
I 1995 blev The Open en del af PGA Tour's officielle program, og John Dalys omspilssejr over italieneren Costantino Rocca det år startede ny æra med amerikansk dominans. Tiger Woods har indtil nu vundet tre titler, to i St Andrews i 2000 og 2005, og en i Hoylake i 2006. Et dramatisk øjeblik indtraf i St Andrews i 2000, da den aldrende Jack Nicklaus vinkede farvel til publikum, mens den unge udfordrer til hans trone, Tiger Woods, kiggede på fra et teested i nærheden. Efterfølgende besluttede Nicklaus også at deltage i 2005-mesterskabet, da R&A offentliggjorde, at St Andrews igen blev vært for turneringen, og han gav dermed sit endelige farvel til sine fans i "the Home og Golf". De seneste år har til dels været kendetegnet ved, at forholdsvis ukendte navne har sejret i turneringen, herunder Paul Lawrie, som vandt i omspil efter Jean van de Veldes episke kollaps på 72. hul i 1999, Ben Curtis, som vandt i 2003, og Todd Hamilton i 2004. Alle tre missede cuttet, da de det efterfølgende år forsvarende titlen, ligesom Mark Calcavecchia i 1990 og Mark O'Meara i 1999.
I 2002 blev alle sejre i The Open med tilbagevirkende kraft klassificeret som sejre på PGA Tour'en. 
Efter otte års pause lykkedes det i 2007 igen for en europæer at vinde en major-turnering, da Pádraig Harrington fra Irland besejrede Sergio García med et slag efter fire hullers omspil. I 2008 forsvarede Harrington titlen på Royal Birkdale, og med en sidste runde på 69 slag vandt han med fire slags margin til Ian Poulter. I 2009 udførte 59-årige Tom Watson en af de mest bemærkelsesværdig præstationer nogensinde i The Open's historie. Han førte turneringen på de første 71 huller og behøvede blot en par på sidste hul for at vinde. Men Watson bogeyede hullet, hvilket medførte et firehullers omspil, som han tabte med seks slag til Stewart Cink. I 2010 forbedrede Rory McIlroy rekorden for den bedste åbningsrunde i The Open Championship, idet han kom rundt på St Andrews' Old Course på blot 63 slag (9 slag under par).

## Trofæer
Flere forskellige medaljer og trofæer bliver eller har været uddelt under The Open Championship.
- Challenge Belt – tildelt vindere fra 1860 til 1870, hvor Young Tom Morris vandt det til ejendom.
- The Golf Champion Trophy (normalt kendt som "the Claret Jug") – erstattede Challenge Belt og er blevet overrakt til vinderen siden 1873 (mesteren i 1872 fik sit navn indgraveret på pokalen, som dog ikke var klar ved turneringens afslutning).
- Guldmedalje – tildelt vinderen i 1872, hvor "the Claret Jug" endnu ikke var klar, samt til alle efterfølgende mestre.
- Sølvmedalje – uddelt siden 1949 til den bedst placerede amatør.
- Bronzemedalje – uddelt siden 1972 til alle andre amatører, der spiller i den sidste runde.

Storbritannien og Irlands Professional Golfers' Association (PGA) markerer ligeledes foreningens egne medlemmers resultater i the Open.
- Ryle Memorial Medal – uddelt siden 1901 til vinderen, hvis han er medlem af PGA.[10]
- Braid Taylor Memorial Medal – uddelt siden 1966 til det bedst placerede PGA-medlem.[11]
- Tooting Bec Cup – uddelt siden 1924 til det PGA-medlem med den laveste score for en enkelt runde under mesterskabet.[12]

## Baner
Fra 1860 til 1870 blev The Open Championship arrangeret af og spillet i Prestwick Golf Club. Siden turneringen blev genoptaget i 1872 efter et års pause har den været spillet på et antal forskellige baner i en rotation. I begyndelsen var der tre baner i rotaen: Prestwick, St Andrews Links og Musselburgh Links. I 1893 blev Royal St George's og Royal Liverpool Golf Club inviteret med i rotaen. Siden er yderligere en håndfuld baner blevet tilføjet og et par er blevet droppet. Fælles for alle banerne har altid været, at de er linksbaner. I nyere tid har rotaen fulgt et mønster, hvor hvert andet mesterskab blev spillet i England og hvert andet i Skotland. Undtagelsen fra dette mønster er St Andrews Links, som lægger baner til begivenheden ca. hvert femte år. Der er imidlertid ingen faste regler for dette, og værtsbanen bliver udpeget af R&A ca. fem år i forvejen. The Open bliver som regel spillet i Skotland, North West England eller Kent i South East England. Den har aldrig været spillet i Wales, og kun én gang er turneringen blevet afviklet i Nordirland.
I perioden fra 1987 til 2011 fulgte fordelingen af spillestederne mellem Skotland og England nedenstående nøgle, hvor spillestedet var afhængig af det sidste ciffer i årstallet:
- (0,5) –  Skotland (St Andrews Links, hvert femte år)
- (1,6) –  England
- (2,7) –  Skotland
- (3,8) –  England
- (4,9) –  Skotland

I 2012, 2013 og 2014 var værtslandene byttet om i forhold til ovenstående nøgle, og England var for første gang vært for to turneringer i træk i 2011 og 2012.

### Nuværende rota
Der er ti baner i den nuværende rota, fem i Skotland, fire i England og én i Nordirland:
Baner i Skotland
- St Andrews Links, Old Course: I 1873 blev "the Home of Golf" den anden bane, der lagde græs til The Open. Nutildags er den vært for turneringen oftere end nogen anden bane. Siden 1990 har The Open været henlagt til denne bane hvert femte år.
- Carnoustie Golf Links, Championship Course: Carnoustie var første gang vært for The Open i 1931, og kom med på rotaen igen i 1999 efter en pause på 24 år.
- Muirfield: Denne private bane blev anlagt til The Honourable Company of Edinburgh Golfers, som var en af tre klubber, der i fællesskab arrangerede The Open i 1870'erne og 1880'erne. Den var første gang værtsbane i 1892, kun ni måneder efter at den var blevet anlagt.
- Turnberry, Ailsa Course: En bane på Skotlands sydvestkyst, som første gang var vært for The Open i 1977.
- Royal Troon Golf Club, Old Course: Denne bane, som ligeledes ligger i det sydvestlige Skotland, har været på rotaen siden 1923.

Baner i England
- Royal St George's Golf Club: Denne bane ligger i byen Sandwich i grevskabet Kent i South East England. I 1894 blev The Open afholdt her – for første gang uden for Skotland.
- Royal Birkdale Golf Club: Denne bane i North West England har været på rotaen siden 1954.
- Royal Lytham & St Annes Golf Club: Denne bane var vært for første gang i 1926 og kom med på rotaen i 1952. Den ligger ligeledes i North West England, og da Royal Lytham & St Annes var vært for The Open i 2012, var det første gang siden 1952 at The Open blev spillet uden for Skotland to år i træk, og første gang nogensinde at turneringen blev spillet i England for andet år i træk.
- Royal Liverpool Golf Club: Denne bane, som ofte blot kaldes "Hoylake", kom med på rotaen i 1897 og var vært ti gange indtil 1967. Efter 39 års pause vendte den tilbage til rotaen i 2006.

Baner i Nordirland
- Royal Portrush Golf Club: I 1951 blev The Open afholdt på Royal Portrush i Nordirland. Det er den eneste udgave af turneringen, som ikke er spillet i Skotland eller England. Efter mange års pause blev banen genoptaget på rotaen i 2014, og den bliver for første gang igen vært for mesterskabet i 2019.

### Tidligere baner
- – Prestwick Golf Club: Klubben, som grundlagde turneringen, blev droppet fra rotaen i 1925 efter at have afholdt turneringen 24 gange.
- – Musselburgh Links: Musselburgh er en offentlig bane, som blev brugt af Honourable Company of Edinburgh Golfers. Da den klub anlagde en ny bane, Muirfield, blev Musselburgh droppet fra rotaen.

- – Royal Cinque Ports Golf Club: Denne bane i byen Deal i Kent afholdt The Open i 1909 og 1920. Banen ligger meget tæt på Royal St George's i Sandwich på den nuværende rota. Faktisk ligger 11. tee på Royal Cinque Ports tættere på Royal St George's' klubhus end Royal Cinque Ports' klubhus.
- – Prince's Golf Club: Prince's afholdt The Open for eneste gang i 1932. Banen ligger i Sandwich, Kent, og er nabo til Royal St George's på den nuværende rota.

### Banestatistik
| Spillested                        | Antal værtskaber | År | Laveste score                                    |
| --------------------------------- | ---------------- | --- | ------------------------------------------------ |
| St Andrews Links                  | 29               | 1873, 1876, 1879, 1882, 1885, 1888, 1891, 1895, 1900, 1905, 1910, 1921, 1927, 1933, 1939, 1946, 1955, 1957, 1960, 1964, 1970, 1978, 1984, 1990, 1995, 2000, 2005, 2010, 2015 | 269 (−19), Tiger Woods (2000)                    |
| Prestwick Golf Club               | 24               | 1860-1870, 1872, 1875, 1878, 1881, 1884, 1887, 1890, 1893, 1898, 1903, 1908, 1914, 1925                                                                                      | 291, James Braid (1908)                          |
| Muirfield                         | 16               | 1892, 1896, 1901, 1906, 1912, 1929, 1935, 1948, 1959, 1966, 1972, 1980, 1987, 1992, 2002, 2013                                                                               | 271 (−13), Tom Watson (1980)                     |
| Royal St George's Golf Club       | 14               | 1894, 1899, 1904, 1911, 1922, 1928, 1934, 1938, 1949, 1981, 1985, 1993, 2003, 2011                                                                                           | 267 (−13), Greg Norman (1993)                    |
| Royal Liverpool Golf Club         | 12               | 1897, 1902, 1907, 1913, 1924, 1930, 1936, 1947, 1956, 1967, 2006, 2014 | 270 (−18), Tiger Woods (2006)                    |
| Royal Lytham & St Annes Golf Club | 11               | 1926, 1952, 1958, 1963, 1969, 1974, 1979, 1988, 1996, 2001, 2012 | 271 (−13), Tom Lehman (1996)                     |
| Royal Birkdale Golf Club          | 10               | 1954, 1961, 1965, 1971, 1976, 1983, 1991, 1998, 2008, 2017 | 268 (−12), Jordan Spieth (2017)                  |
| Royal Troon Golf Club             | 9                | 1923, 1950, 1962, 1973, 1982, 1989, 1997, 2004, 2016 | 264 (−20), Henrik Stenson (2016)                 |
| Carnoustie Golf Links             | 7                | 1931, 1937, 1953, 1968, 1975, 1999, 2007 | 277 (−7), Pádraig Harrington (2007)              |
| Musselburgh Links                 | 6                | 1874, 1877, 1880, 1883, 1886, 1889 | 155 (36 huller), Willie Park, Jr. (1889)         |
| Turnberry                         | 4                | 1977, 1986, 1994, 2009 | 268 (−12), Tom Watson (1977) & Nick Price (1994) |
| Royal Cinque Ports Golf Club      | 2                | 1909, 1920 | 291, John Henry Taylor (1909)                    |
| Prince's Golf Club                | 1                | 1932 | 283, Gene Sarazen (1932)                         |
| Royal Portrush Golf Club          | 1                | 1951 | 285, Max Faulkner (1951)                         |

## Spillere
The Opens deltagerfelt består af 156 spillere, og spillerne kan opnå en plads i feltet på tre måder. Ca. to tredjedele af feltet består af spillere, som er direkte kvalificeret i en af exemption-kategorierne. Resten af feltet bliver fyldt op med spillere, der kvalificerer sig gennem de lokale eller internationale kvalifikationsturneringer.

### Exemtion-kategorier
Spillere, der opfylder betingelserne i mindst én af exemtion-kategorierne, har ret til at deltage i mesterskabet uden at spille kvalifikation. Kategorierne sørger bl.a. for, at ingen i den absolutte verdenselite "mangler" i turneringen, at tidligere mestre er repræsenteret, at de seks største faste tours er repræsenteret, og at der er nogle amatørdeltagere. 
Fra og med The Open i 2010 tilføjede R&A en ny exemption-kategori som reaktion på gode resultater opnået af tidligere mestre, herunder Greg Norman, der som 53-årig i 2008 blev delt nr. 3, og Tom Watson, der som 59-årig i 2009 blev nr. 2 efter at have tabt i omspil. En tidligere Open-vinder, som slutter i top 10, vil derfor fremover være sikret en plads i deltagerfeltet de efterfølgende fem år. Den nye exemption-kategori har ingen betydning for Norman, som fortsat vil være sikret en plads i feltet som en tidligere mester under 60 år, men for Watson betød ændringen, at han nu er sikret en plads i feltet til og med 2014.
Kategorierne varierer en smule fra år til år. I 2012 er der 32 excemtion-kategorier. Det betyder, at følgende spillere er garanteret en plads i feltet til The Open Championship 2012.
- Vinderne af alle tidligere udgaver af The Open, som tidligst fylder 60 år på mesterskabets sidste dag (kat. 1), eller har vundet en Open-titel i en af de ti foregående udgaver af The Open (kat. 2), eller er født i perioden 22. juli 1946 – 19. juli 1948 (kat. 3), eller er sluttet blandt de 10 første i de fem foregående udgaver af The Open (kat. 4).
- Vinderne af de fem foregående udgaver af US Open (kat. 12), The Masters Tournament (kat. 13) og PGA Championship (kat. 14).
- Nr. 1–10 i den seneste udgave af The Open Championship (kat. 5).
- Nr. 1–50 på Official World Golf Ranking den 20. maj 2012 (kat. 6).
- Nr. 1–30 i den foregående sæson af Race to Dubai (kat. 7).
- Vinderne af de tre seneste udgaver af BMW PGA Championship (kat. 8) og The Players Championship (kat. 15).
- De tre bedst placerede spillere i top 20 på Race to Dubai 2012 efter BMW PGA Championship 2012, som ikke er kvalificeret i andre kategorier (kat. 9).
- De to bedst placerede medlemmer af European Tour på en kumuleret liste over præmiepenge vundet i de syv European Tour-turneringer i uge 3–8 inden mesterskabet, som ikke er kvalificeret i andre kategorier (kat. 10).
- Den bedst placerede spiller i top 5 i hver af de to sidste European Tour-turneringer inden mesterskabet, som ikke er kvalificeret i andre kategorier. (kat. 11).
- Nr. 1–30 i kvalifikationen til den seneste udgave af Tour Championship (kat. 16).
- Nr. 1–3 i top 20 på PGA Tour FedExCup Points List 2012 efter HP Byron Nelson Championship 2012, som ikke er kvalificeret i kat. 6 (kat. 17).
- De to bedst placerede medlemmer af PGA Tour på en kumuleret liste over præmiepenge vundet i den seneste udgave af The Players Championship samt de fem officielle PGA Tour-turneringer i uge 2–6 inden mesterskabet, som ikke er kvalificeret i andre kategorier (kat. 18).
- Den bedst placerede spiller i top 5 i hver af de to sidste PGA Tour-turneringer inden mesterskabet, som ikke er kvalificeret i kat. 18. (kat. 19).
- Spillere på holdene i Presidents Cup 2011 (kat. 20).
- Nr. 1 på "Order of Merit" på den foregående sæson af Asian Tour (kat. 21), Tour of Australasia (kat. 22) og Sunshine Tour (kat. 23).
- Vinderne af den seneste udgave af Japan Open (kat. 24) og The Senior Open (kat. 28).
- Nr. 1–2 på pengelisten for den foregående sæson på Japan Golf Tour (kat. 25).
- De fire bedst placerede spillere i den seneste udgave af Mizuno Open, som ikke er kvalificeret i andre kategorier (kat. 26).
- De to bedst placerede spillere på en kumuleret liste over præmiepenge vundet i alle officielle Japan Golf Tour-turneringer i 2012 til og med Mizuno Open, som ikke er kvalificeret i kat. 26 (kat. 27).
- Vinderne af den seneste udgave af The Amateur Championship (kat. 29), US Amateur Championship (kat. 30), European Amateur Championship (kat. 31) og Mark H. McCormack-medaljen (kat. 32), forudsat at disse fortsat er amatører på mesterskabets første dag.

### Lokal kvalifikation
Local Qualifying har traditionelt været vejen til en plads i The Open for de spillere, der ikke opfylder kravene i nogen af exemption-kategorierne. Den består af seksten 18-hullers Regional Qualifying-turneringer i Storbritannien eller Irland halvanden uge før The Open, hvorfra de bedst placerede spillere går videre til en af de fire 36-hullers Local Final Qualifying-turneringer et par dage senere. Der er nu 12 pladser at spille om i Local Qualifying, men der var tidligere langt flere pladser.

### International kvalifikation
Local Qualifying er åben for spillere fra hele verden, og tidligere tiltrak den mange store navne. For at gøre det nemmere at konkurrere om pladserne i The Open for professionelle spillere fra andre dele af verden, indførte R&A i 2004 International Qualifying, som består af fem 36-hullers kvalifikationsturneringer, én i hver af områderne Afrika, Australasien, Asien, Amerika og Europa. Disse turneringer er kun åbne for spillere med en rangering på Official World Golf Rankings, hvilket er et strammere krav end for Local Qualifying. Der er 36 pladser i The Open på spil i International Qualifying. De berettigede spillere kan vælge at tilmelde sig enten Local Qualifying eller International Qualifying, men ikke begge.

## Mesterskaber, vindere og spillesteder
| 2018                                                     | Carnoustie              | Fransesco Molinari     | Vinderscore      | Vinderscore      | Vinderscore      | £1.420.000  |
| 2018                                                     | Carnoustie              | Fransesco Molinari     | 275              | -8               | Omspil           | £1.420.000  |
| -------------------------------------------------------- | ----------------------- | ---------------------- | ---------------- | ---------------- | ---------------- | ----------- |
| 1860                                                     | Prestwick               | Willie Park, Sr.       | 174              |                  |                  | -           |
| 1861                                                     | Prestwick               | Tom Morris, Sr.        | 163              |                  |                  | -           |
| 1862                                                     | Prestwick               | Tom Morris, Sr. (2)    | 163              |                  |                  | -           |
| 1863                                                     | Prestwick               | Willie Park, Sr. (2)   | 168              |                  |                  | -           |
| 1864                                                     | Prestwick               | Tom Morris, Sr. (3)    | 167              |                  |                  | £ 6         |
| 1865                                                     | Prestwick               | Andrew Strath          | 162              |                  |                  | £ 6         |
| 1866                                                     | Prestwick               | Willie Park, Sr. (3)   | 169              |                  |                  | £ 6         |
| 1867                                                     | Prestwick               | Tom Morris, Sr. (4)    | 170              |                  |                  | £ 6         |
| 1868                                                     | Prestwick               | Tom Morris, Jr.        | 157              |                  |                  | £ 6         |
| 1869                                                     | Prestwick               | Tom Morris, Jr. (2)    | 154              |                  |                  | £ 6         |
| 1870                                                     | Prestwick               | Tom Morris, Jr. (3)    | 149              |                  |                  | £ 6         |
| 1871                                                     | Intet mesterskab        | Intet mesterskab       | Intet mesterskab | Intet mesterskab | Intet mesterskab |             |
| 1872                                                     | Prestwick               | Tom Morris, Jr. (4)    | 166              |                  |                  | £ 6         |
| 1873                                                     | St Andrews              | Tom Kidd               | 179              |                  |                  | £ 6         |
| 1874                                                     | Musselburgh             | Mungo Park             | 159              |                  |                  | £ 6         |
| 1875                                                     | Prestwick               | Willie Park, Sr. (4)   | 166              |                  |                  | £ 6         |
| 1876                                                     | St Andrews              | Bob Martin             | 176              |                  |                  | £ 10        |
| 1877                                                     | Musselburgh             | Jamie Anderson         | 160              |                  |                  | £ 10        |
| 1878                                                     | Prestwick               | Jamie Anderson (2)     | 157              |                  |                  | £ 10        |
| 1879                                                     | St Andrews              | Jamie Anderson (3)     | 169              |                  |                  | £ 10        |
| 1880                                                     | Musselburgh             | Bob Ferguson           | 162              |                  |                  | £ 10        |
| 1881                                                     | Prestwick               | Bob Ferguson (2)       | 170              |                  |                  | £ 10        |
| 1882                                                     | St Andrews              | Bob Ferguson (3)       | 171              |                  |                  | £ 10        |
| 1883                                                     | Musselburgh             | Willie Fernie          | 159              |                  |                  | £ 10        |
| 1884                                                     | Prestwick               | Jack Simpson           | 160              |                  |                  | £ 10        |
| 1885                                                     | St Andrews              | Bob Martin (2)         | 171              |                  |                  | £ 10        |
| 1886                                                     | Musselburgh             | David Brown            | 157              |                  |                  | £ 10        |
| 1887                                                     | Prestwick               | Willie Park, Jr.       | 161              |                  |                  | £ 10        |
| 1888                                                     | St Andrews              | Jack Burns             | 171              |                  |                  | £ 10        |
| 1889                                                     | Musselburgh             | Willie Park, Jr. (2)   | 155              |                  |                  | £ 8         |
| 1890                                                     | Prestwick               | John Ball (a)          | 164              |                  |                  | £ 8         |
| 1891                                                     | St Andrews              | Hugh Kirkaldy          | 166              |                  |                  | £ 10        |
| 1892                                                     | Muirfield               | Harold Hilton (a)      | 305              |                  |                  |             |
| 1893                                                     | Prestwick               | William Auchterlonie   | 322              |                  |                  | £ 30        |
| 1894                                                     | Royal St George's       | John Henry Taylor      | 326              |                  |                  | £ 30        |
| 1895                                                     | St Andrews              | John Henry Taylor (2)  | 322              |                  |                  | £ 30        |
| 1896                                                     | Muirfield               | Harry Vardon           | 316              |                  |                  | £ 30        |
| 1897                                                     | Royal Liverpool         | Harold Hilton (a) (2)  | 314              |                  |                  | £ 30        |
| 1898                                                     | Prestwick               | Harry Vardon (2)       | 307              |                  |                  | £ 30        |
| 1899                                                     | Royal St George's       | Harry Vardon (3)       | 310              |                  |                  | £ 30        |
| 1900                                                     | St Andrews              | John Henry Taylor (3)  | 309              |                  |                  | £ 30        |
| 1901                                                     | Muirfield               | James Braid            | 309              |                  |                  | £ 30        |
| 1902                                                     | Royal Liverpool         | Sandy Herd             | 307              |                  |                  | £ 30        |
| 1903                                                     | Prestwick               | Harry Vardon (4)       | 300              |                  |                  | £ 30        |
| 1904                                                     | Royal St George's       | Jack White             | 296              |                  |                  | £ 30        |
| 1905                                                     | St Andrews              | James Braid (2)        | 318              |                  |                  | £ 30        |
| 1906                                                     | Muirfield               | James Braid (3)        | 300              |                  |                  | £ 30        |
| 1907                                                     | Royal Liverpool         | Arnaud Massy           | 312              |                  |                  | £ 30        |
| 1908                                                     | Prestwick               | James Braid (4)        | 291              |                  |                  | £ 30        |
| 1909                                                     | Royal Cinque Ports      | John Henry Taylor (4)  | 291              |                  |                  | £ 30        |
| 1910                                                     | St Andrews              | James Braid (5)        | 299              |                  |                  | £ 50        |
| 1911                                                     | Royal St George's       | Harry Vardon (5)       | 303              |                  |                  | £ 50        |
| 1912                                                     | Muirfield               | Ted Ray                | 295              |                  |                  | £ 50        |
| 1913                                                     | Royal Liverpool         | John Henry Taylor (5)  | 304              |                  |                  | £ 50        |
| 1914                                                     | Prestwick               | Harry Vardon (6)       | 306              |                  |                  | £ 50        |
| 1915–1919: Ingen mesterskaber på grund af 1. verdenskrig |                         |                        |                  |                  |                  |             |
| 1920                                                     | Royal Cinque Ports      | George Duncan          | 303              |                  |                  | £ 75        |
| 1921                                                     | St Andrews              | Jock Hutchison         | 296              |                  |                  | £ 75        |
| 1922                                                     | Royal St George's       | Walter Hagen           | 300              |                  |                  | £ 75        |
| 1923                                                     | Royal Troon             | Arthur Havers          | 295              |                  |                  | £ 75        |
| 1924                                                     | Royal Liverpool         | Walter Hagen (2)       | 301              |                  |                  | £ 75        |
| 1925                                                     | Prestwick               | Jim Barnes             | 300              |                  |                  | £ 75        |
| 1926                                                     | Royal Lytham & St Annes | Bobby Jones (a)        | 291              |                  |                  | £ 75        |
| 1927                                                     | St Andrews              | Bobby Jones (a) (2)    | 285              |                  |                  | £ 100       |
| 1928                                                     | Royal St George's       | Walter Hagen (3)       | 292              |                  |                  | £ 100       |
| 1929                                                     | Muirfield               | Walter Hagen (4)       | 292              |                  |                  | £ 100       |
| 1930                                                     | Royal Liverpool         | Bobby Jones (a) (3)    | 291              |                  |                  | £ 100       |
| 1931                                                     | Carnoustie              | Tommy Armour           | 296              |                  |                  | £ 100       |
| 1932                                                     | Prince's                | Gene Sarazen           | 283              |                  |                  | £ 100       |
| 1933                                                     | St Andrews              | Denny Shute            | 292              |                  |                  | £ 100       |
| 1934                                                     | Royal St George's       | Henry Cotton           | 283              |                  |                  | £ 100       |
| 1935                                                     | Muirfield               | Alf Perry              | 283              |                  |                  | £ 100       |
| 1936                                                     | Royal Liverpool         | Alf Padgham            | 287              |                  |                  | £ 100       |
| 1937                                                     | Carnoustie              | Henry Cotton (2)       | 290              |                  |                  | £ 100       |
| 1938                                                     | Royal St George's       | Reg Whitcombe          | 295              |                  |                  | £ 100       |
| 1939                                                     | St Andrews              | Dick Burton            | 290              |                  |                  | £ 100       |
| 1940–1945: Ingen mesterskaber på grund af 2. verdenskrig |                         |                        |                  |                  |                  |             |
| 1946                                                     | St Andrews              | Sam Snead              | 290              | +2               |                  | £ 150       |
| 1947                                                     | Royal Liverpool         | Fred Daly              | 293              | +5               |                  | £ 150       |
| 1948                                                     | Muirfield               | Henry Cotton (3)       | 288              | E                |                  | £ 150       |
| 1949                                                     | Royal St George's       | Bobby Locke            | 283              | −5               |                  | £ 300       |
| 1950                                                     | Royal Troon             | Bobby Locke (2)        | 279              | −9               |                  | £ 300       |
| 1951                                                     | Royal Portrush          | Max Faulkner           | 285              | −3               |                  | £ 300       |
| 1952                                                     | Royal Lytham & St Annes | Bobby Locke (3)        | 287              | −1               |                  | £ 300       |
| 1953                                                     | Carnoustie              | Ben Hogan              | 282              | −6               |                  | £ 500       |
| 1954                                                     | Royal Birkdale          | Peter Thomson          | 283              | −5               |                  | £ 750       |
| 1955                                                     | St Andrews              | Peter Thomson (2)      | 281              | −7               |                  | £ 1.000     |
| 1956                                                     | Royal Liverpool         | Peter Thomson (3)      | 286              | −2               |                  | £ 1.000     |
| 1957                                                     | St Andrews              | Bobby Locke (4)        | 279              | −9               |                  | £ 1.000     |
| 1958                                                     | Royal Lytham & St Annes | Peter Thomson (4)      | 274              | −10              |                  | £ 1.000     |
| 1959                                                     | Muirfield               | Gary Player            | 284              | E                |                  | £ 1.000     |
| 1960                                                     | St Andrews              | Kel Nagle              | 278              | −10              |                  | £ 1.250     |
| 1961                                                     | Royal Birkdale          | Arnold Palmer          | 284              | −4               |                  | £ 1.400     |
| 1962                                                     | Royal Troon             | Arnold Palmer (2)      | 276              | −12              |                  | £ 1.400     |
| 1963                                                     | Royal Lytham & St Annes | Bob Charles            | 277              | −7               |                  | £ 1.500     |
| 1964                                                     | St Andrews              | Tony Lema              | 279              | −9               |                  | £ 1.500     |
| 1965                                                     | Royal Birkdale          | Peter Thomson (5)      | 285              | −3               |                  | £ 1.750     |
| 1966                                                     | Muirfield               | Jack Nicklaus          | 282              | −2               |                  | £ 2.100     |
| 1967                                                     | Royal Liverpool         | Roberto De Vicenzo     | 278              | −10              |                  | £ 2.100     |
| 1968                                                     | Carnoustie              | Gary Player (2)        | 289              | +1               |                  | £ 3.000     |
| 1969                                                     | Royal Lytham & St Annes | Tony Jacklin           | 280              | −4               |                  | £ 4.250     |
| 1970                                                     | St Andrews              | Jack Nicklaus (2)      | 283              | −5               |                  | £ 5.250     |
| 1971                                                     | Royal Birkdale          | Lee Trevino            | 278              | −10              |                  | £ 5.500     |
| 1972                                                     | Muirfield               | Lee Trevino (2)        | 278              | −6               |                  | £ 5.500     |
| 1973                                                     | Royal Troon             | Tom Weiskopf           | 276              | −12              |                  | £ 5.500     |
| 1974                                                     | Royal Lytham & St Annes | Gary Player (3)        | 282              | −2               |                  | £ 5.500     |
| 1975                                                     | Carnoustie              | Tom Watson             | 279              | −5               |                  | £ 7.500     |
| 1976                                                     | Royal Birkdale          | Johnny Miller          | 279              | −9               |                  | £ 7.500     |
| 1977                                                     | Turnberry               | Tom Watson (2)         | 268              | −12              |                  | £ 10.000    |
| 1978                                                     | St Andrews              | Jack Nicklaus (3)      | 281              | −7               |                  | £ 12.500    |
| 1979                                                     | Royal Lytham & St Annes | Seve Ballesteros       | 283              | −1               |                  | £ 15.000    |
| 1980                                                     | Muirfield               | Tom Watson (3)         | 271              | −13              |                  | £ 25.000    |
| 1981                                                     | Royal St George's       | Bill Rogers            | 276              | −4               |                  | £ 25.000    |
| 1982                                                     | Royal Troon             | Tom Watson (4)         | 284              | −4               |                  | £ 32.000    |
| 1983                                                     | Royal Birkdale          | Tom Watson (5)         | 275              | −9               |                  | £ 40.000    |
| 1984                                                     | St Andrews              | Seve Ballesteros (2)   | 276              | −12              |                  | £ 55.000    |
| 1985                                                     | Royal St George's       | Sandy Lyle             | 282              | +2               |                  | £ 65.000    |
| 1986                                                     | Turnberry               | Greg Norman            | 280              | E                |                  | £ 70.000    |
| 1987                                                     | Muirfield               | Nick Faldo             | 279              | −5               |                  | £ 75.000    |
| 1988                                                     | Royal Lytham & St Annes | Seve Ballesteros (3)   | 273              | −11              |                  | £ 80.000    |
| 1989                                                     | Royal Troon             | Mark Calcavecchia      | 275              | −13              |                  | £ 80.000    |
| 1990                                                     | St Andrews              | Nick Faldo (2)         | 270              | −18              |                  | £ 85.000    |
| 1991                                                     | Royal Birkdale          | Ian Baker-Finch        | 272              | −8               |                  | £ 90.000    |
| 1992                                                     | Muirfield               | Nick Faldo (3)         | 272              | −12              |                  | £ 95.000    |
| 1993                                                     | Royal St George's       | Greg Norman (2)        | 267              | −13              |                  | £ 100.000   |
| 1994                                                     | Turnberry               | Nick Price             | 268              | −12              |                  | £ 110.000   |
| 1995                                                     | St Andrews              | John Daly              | 282              | −6               |                  | £ 125.000   |
| 1996                                                     | Royal Lytham & St Annes | Tom Lehman             | 271              | −13              |                  | £ 200.000   |
| 1997                                                     | Royal Troon             | Justin Leonard         | 272              | −12              |                  | £ 250.000   |
| 1998                                                     | Royal Birkdale          | Mark O'Meara           | 280              | E                |                  | £ 300.000   |
| 1999                                                     | Carnoustie              | Paul Lawrie            | 290              | +6               |                  | £ 350.000   |
| 2000                                                     | St Andrews              | Tiger Woods            | 269              | −19              |                  | £ 500.000   |
| 2001                                                     | Royal Lytham & St Annes | David Duval            | 274              | −10              |                  | £ 600.000   |
| 2002                                                     | Muirfield               | Ernie Els              | 278              | −6               |                  | £ 700.000   |
| 2003                                                     | Royal St George's       | Ben Curtis             | 283              | −1               |                  | £ 700.000   |
| 2004                                                     | Royal Troon             | Todd Hamilton          | 274              | −10              |                  | £ 720.000   |
| 2005                                                     | St Andrews              | Tiger Woods (2)        | 274              | −14              |                  | £ 720.000   |
| 2006                                                     | Royal Liverpool         | Tiger Woods (3)        | 270              | −18              |                  | £ 720.000   |
| 2007                                                     | Carnoustie              | Pádraig Harrington     | 277              | −7               |                  | £ 750.000   |
| 2008                                                     | Royal Birkdale          | Pádraig Harrington (2) | 283              | +3               |                  | £ 750.000   |
| 2009                                                     | Turnberry               | Stewart Cink           | 278              | −2               |                  | £ 750.000   |
| 2010                                                     | St Andrews              | Louis Oosthuizen       | 272              | −16              |                  | £ 850.000   |
| 2011                                                     | Royal St George's       | Darren Clarke          | 275              | −5               |                  | £ 900.000   |
| 2012                                                     | Royal Lytham & St Annes | Ernie Els (2)          | 273              | −7               |                  | £ 900.000   |
| 2013                                                     | Muirfield               | Phil Mickelson         | 281              | −3               |                  | £ 945.000   |
| 2014                                                     | Royal Liverpool         | Rory McIlroy           | 271              | −17              |                  | £ 975.000   |
| 2015                                                     | St Andrews              | Zach Johnson           | 273              | −15              |                  | £ 1.150.000 |
| 2016                                                     | Royal Troon             | Henrik Stenson         | 264              | −20              |                  | £ 1.175.000 |
| 2017                                                     | Royal Birkdale          | Jordan Spieth          | 268              | −12              |                  | £ 1.420.000 |
| (a) Amatør                                               |                         |                        |                  |                  |                  |             |

### Næste turneringer[16]
| Udgave | År   | Bane                        | By                           | Datoer         |
| ------ | ---- | --------------------------- | ---------------------------- | -------------- |
| 147    | 2018 | Carnoustie Golf Links       | Carnoustie, Angus, Skotland  | 19. - 22. juli |
| 148    | 2019 | Royal Portrush Golf Club    | Portrush, Antrim, Nordirland | 18. - 21. juli |
| 149    | 2020 | Royal St George's Golf Club | Sandwich, Kent, England      | 16. - 19. juli |
| 149    | 2021 | St Andrews                  | St. Andrews, Fife, Skotland  | 15. - 18. juli |

## Rekorder og statistik
- Ældste vinder: Old Tom Morris (46 år 99 dage), 1867.
- Yngste vinder: Young Tom Morris (17 år 181 dage), 1868.[17]
- Flest sejre: 6, Harry Vardon (1896, 1898, 1899, 1903, 1911, 1914).
- Flest sejre i træk: 4, Young Tom Morris (1868, 1869, 1870, 1872 – der var intet mesterskab i 1871).
- Laveste score over 72 huller: 264 slag, Henrik Stenson (68-65-68-63), 2016.
- Laveste score over 72 huller i forhold til par: –20, Henrik Stenson (68-65-68-63, 264), 2016.
- Største sejrsmargin: 13 slag, Old Tom Morris, 1862. Dette var også rekord for alle major-turneringerne indtil 2000, hvor Tiger Woods vandt US Open med 15 slags forspring på Pebble Beach. Old Tom Morris' 13-slagsmargin blev imidlertid opnået på blot 36 huller.
- Laveste score for en 18-hullers runde: 63 – Mark Hayes, 2. runde i 1977; Isao Aoki, 3. runde i 1980; Greg Norman, 2. runde i 1986; Paul Broadhurst, 3. runde i 1990; Jodie Mudd, 4. runde i 1991; Nick Faldo, 2. runde i 1993; Payne Stewart, 4. runde i 1993; Rory McIlroy, 1. runde i 2010; Phil Mickelson, 1. runde i 2016; Henrik Stenson, 4. runde i 2016.
- Laveste score for en 18-hullers runde i forhold til par: -9, Paul Broadhurst, 3. runde i 1990; Rory McIlroy, 1. runde i 2010.
- Flest andenpladser: 7, Jack Nicklaus (1964, 1967, 1968, 1972, 1976, 1977, 1979).

### Fleregangsvindere
Denne tabel lister de spillere, der har vundet mere end et mesterskab. Mesterskaber vundet to eller flere gange i træk er markeret med fed skrift.
| Spiller                                                           | Sejre | År                                 |
| ----------------------------------------------------------------- | ----- | ---------------------------------- |
| Harry Vardon                                                      | 6     | 1896, 1898, 1899, 1903, 1911, 1914 |
| James Braid                                                       | 5     | 1901, 1905, 1906, 1908, 1910       |
| John Henry Taylor                                                 | 5     | 1894, 1895, 1900, 1909, 1913       |
| Peter Thomson                                                     | 5     | 1954, 1955, 1956, 1958, 1965       |
| Tom Watson                                                        | 5     | 1975, 1977, 1980, 1982, 1983       |
| Tom Morris, Sr.                                                   | 4     | 1861, 1862, 1864, 1867             |
| Tom Morris, Jr.                                                   | 4     | 1868, 1869, 1870, 1872             |
| Willie Park, Sr.                                                  | 4     | 1860, 1863, 1866, 1875             |
| Walter Hagen                                                      | 4     | 1922, 1924, 1928, 1929             |
| Bobby Locke                                                       | 4     | 1949, 1950, 1952, 1957             |
| Jamie Anderson                                                    | 3     | 1877, 1878, 1879                   |
| Bob Ferguson                                                      | 3     | 1880, 1881, 1882                   |
| Bobby Jones (a)                                                   | 3     | 1926, 1927, 1930                   |
| Henry Cotton                                                      | 3     | 1934, 1937, 1948                   |
| Gary Player                                                       | 3     | 1959, 1968, 1974                   |
| Jack Nicklaus                                                     | 3     | 1966, 1970, 1978                   |
| Seve Ballesteros                                                  | 3     | 1979, 1984, 1988                   |
| Nick Faldo                                                        | 3     | 1987, 1990, 1992                   |
| Tiger Woods                                                       | 3     | 2000, 2005, 2006                   |
| Bob Martin                                                        | 2     | 1876, 1885                         |
| Willie Park, Jr.                                                  | 2     | 1887, 1889                         |
| Harold Hilton (a)                                                 | 2     | 1892, 1897                         |
| Arnold Palmer                                                     | 2     | 1961, 1962                         |
| Lee Trevino                                                       | 2     | 1971, 1972                         |
| Greg Norman                                                       | 2     | 1986, 1993                         |
| Pádraig Harrington                                                | 2     | 2007, 2008                         |
| Ernie Els                                                         | 2     | 2002, 2012                         |
| Årstal fremhævet med fed skrift betyder sejre i træk. (a) Amatør. |       |                                    |

### Sejre fordelt på nationer
| Plac. | Nation      | Sejre | Vindere |
| ----- | ----------- | ----- | ------- |
| 1.    | USA         | 42    | 27      |
| 2.    | Skotland    | 41    | 22      |
| 3.    | England     | 22    | 13      |
| 4.    | Australien  | 9     | 4       |
| 4.    | Sydafrika   | 9     | 4       |
| 6.    | Jersey      | 7     | 2       |
| 7.    | Spanien     | 3     | 1       |
| 8.    | Irland      | 2     | 1       |
| 8.    | Nordirland  | 2     | 2       |
| 10.   | Argentina   | 1     | 1       |
| 10.   | Frankrig    | 1     | 1       |
| 10.   | New Zealand | 1     | 1       |
| 10.   | Sverige     | 1     | 1       |
| 10.   | Zimbabwe    | 1     | 1       |